# Bahnhof Izmir Basmane

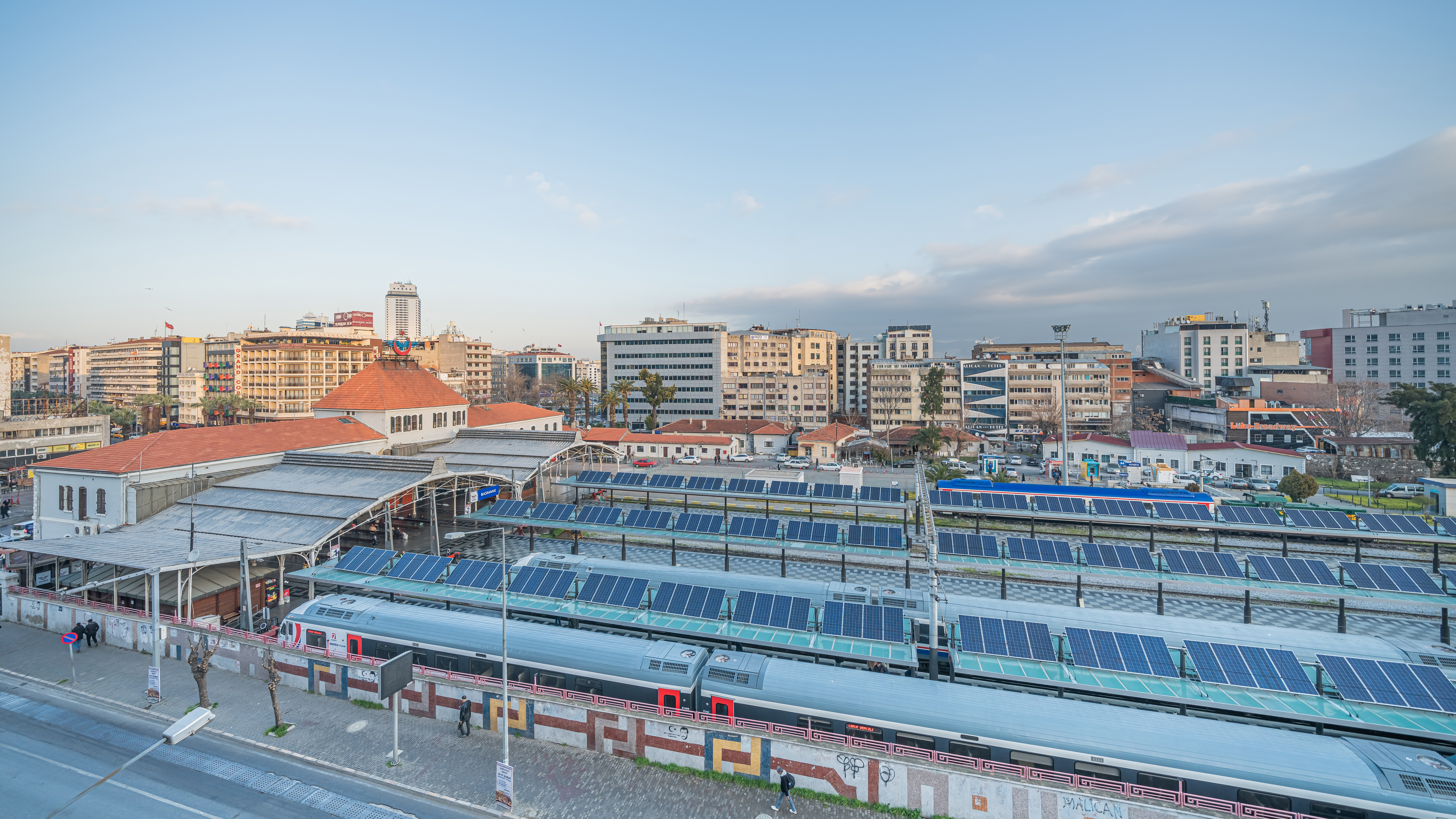
Gesamtansicht der Bahnsteige

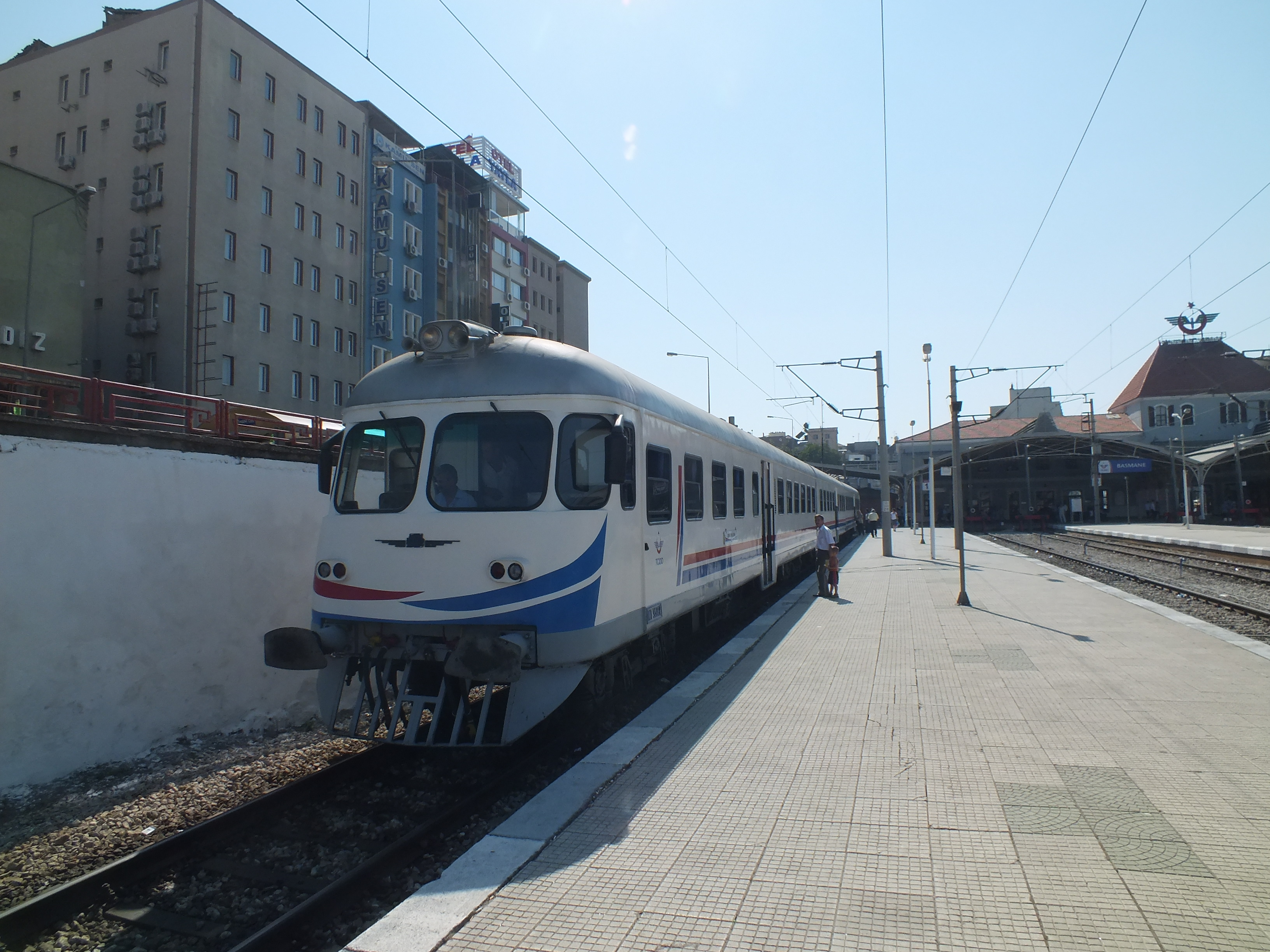
Gleis mit Nahverkehrszug

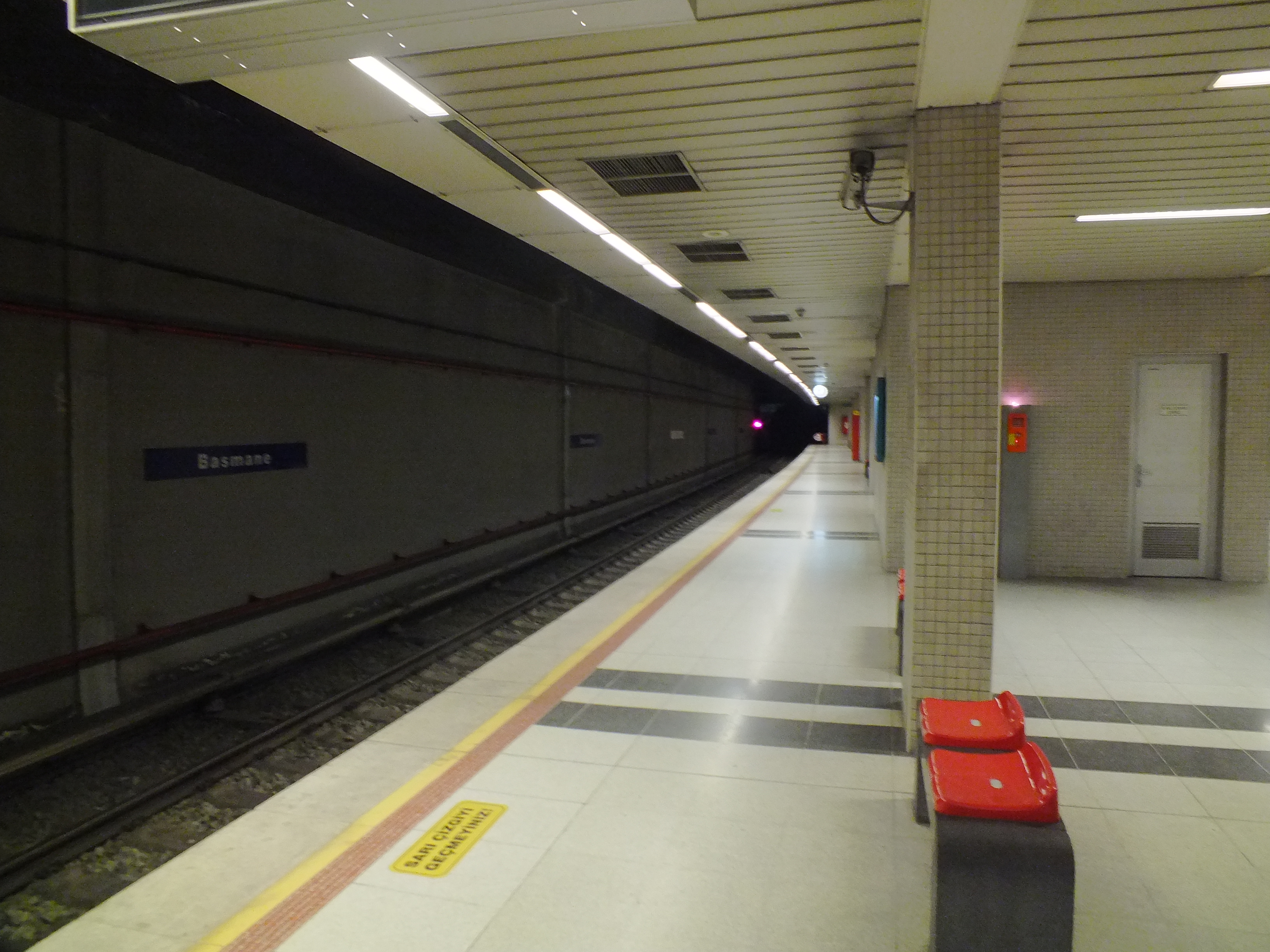
U-Bahnhof

Der Bahnhof Basmane (türkisch Basmane Garı) ist ein Intercity- und Nahverkehrsbahnhof sowie U-Bahn-Station in der türkischen Stadt Izmir. Neben dem Bahnhof Izmir Alsancak ist der Bahnhof Basmane der zweite große Bahnhof der Stadt. Alle Züge der staatlichen Bahngesellschaft Türkiye Cumhuriyeti Devlet Demiryolları (TCDD), die in die Stadt kommen, enden hier, darunter die InterCity-Züge aus Ankara, Bandırma und Konya wie auch die Regionalzüge aus Denizli, Söke, Tire und Ödemiş. Der Name besteht aus den türkischen Wörtern Basma (ein türkisches Druckkattun) und hane (Haus), da hier früher Stoffhersteller ansässig waren.

## Lage
Der Kopfbahnhof liegt in der Innenstadt von Izmir im Norden des Stadtbezirks Konak. Im Süden liegt die Altstadt mit dem Geschäftsviertel Kemeraltı, im Norden der Kültürpark.

## Geschichte

### Bahnhof
Die 1856 von englischen Investoren gegründete Ottoman Railway Company (ORC) erschloss ab 1860 das fruchtbare Hinterland Izmirs mit Eisenbahnstrecken und baute als Endpunkt den Bahnhof Alsancak, der ab 1860 die Kreisstadt Torbalı mit Izmir verband. Nördlich von Izmir bestand ebenfalls der Wunsch nach verkehrlicher Erschließung und Verbesserung der Verbindungen in Richtung Konstantinopel. Hierfür erhielt am 4. Juli 1863 als weitere private Gesellschaft die Chemin de fer de Smyrne-Cassaba et Prolongements (SCR) die Konzession zum Bau einer Strecke von Izmir nach Cassaba (Osmanisch: Kasaba, heute Turgutlu). Die ebenfalls von englischen Investoren getragene Gesellschaft entschied sich dafür, einen eigenen Bahnhof nahe der Innenstadt unabhängig vom Bahnhof der OCR zu errichten. Der Bau begann im Jahr 1864 und wurde 1866 fertiggestellt. Am 25. Oktober 1866 wurde der Bahnhof Basmane eingeweiht. Aufgrund der Lage der Streckennetze der SCR und ORC besteht seitdem östlich der beiden Kopfbahnhöfe eine niveaugleiche Kreuzung der von ihnen ausgehenden Strecken. Über Verbindungskurven sind beide Bahnhöfe miteinander verbunden.
Die SCR nutzte das Gebäude für Passagier- und Gütertransporte. Dafür hatte man im hinteren Teil des Bahnhofs eine Güterabfertigung gebaut. Während des Ersten Weltkriegs wurden Bahnhof und Bahngesellschaft unter die militärische Kontrolle des Osmanischen Reiches gestellt. Nach dem Krieg und der Gründung der Republik Türkei übernahm die SCR Bahnhof und Streckennetz wieder in eigene Verwaltung, bis 1934 die Türkische Eisenbahngesellschaft TCDD gegründet wurde und die SCR darin aufging. Im Jahr 2001 wurden die Gleise elektrifiziert, dies aber nicht genutzt. Ab 2006 wurde der Bahnhof saniert und der Passagierverkehr bis 2009 eingestellt.

### U-Bahn-Station
Die U-Bahn-Station liegt an der Fahrettin Altay—Evka 3 Linie der Metro Izmir. Sie liegt direkt unter dem Bahnhof und ist nur über diesen zugänglich. Basmane war eine der ersten U-Bahn-Stationen der Stadt. Sie verbindet Intercity- und Schienenregionalverkehr mit der Stadt. Außerdem sind von hier aus die ESHOT-Busse erreichbar. Nur Basmane bietet diese Vernetzung zwischen Nah- und Fernverkehr in dieser Form an.
Die U-Bahnstation Basmane wurde am 22. Mai 2000 eröffnet.

## Architektur
Der Bahnhof ist ein streng symmetrisch errichtetes Gebäude. Der zweigeschossige Putzbau ist im Zentrum um ein drittes Geschoss mit Walmdach erhöht und von den Gebäudeflügeln durch Risalite optisch getrennt. Ecklisenen und ein ausladendes Geschossgesims gliedern den Bau.

## Verkehrsanbindung

### Nah- und Fernverkehrsverbindungen
Fernverkehr
- İzmir Mavi Treni: Izmir–Ankara
- Karesi Express: Izmir–Balıkesir
- Konya Mavi Treni: Izmir–Konya
- 6 Eylül Ekspresi und 17 Eylül Ekspresi: Izmir–Bandırma
- Uşak Ekspresi: Izmir–Uşak

Nahverkehr
- B31 Izmir–Denizli
- B32 Izmir–Ödemiş
- B33 Izmir–Tire
- B34 Izmir–Uşak
- B35 Izmir–Alaşehir
- B36 Izmir–Aydın
- B37 Izmir–Söke

### U-Bahn
Der Bahnhof liegt an der Linie Fahrettin Altay – Evka 3 der Metro Izmir:
|  | Fahrettin Altay • Poligon • Göztepe • Hatay • Izmirspor • Üçyol • Konak • Çankaya • Izmir Basmane • Hilal • Halkarpınar • Stadyum • Sanayı • Bölge • Bornova Hastane • Ege Üniversitesi • Evka-3 |

### Busse
Die Busse der Gesellschaft ESHOT (Elektrik Su Havagazı Otobüs ve Troleybüs) fahren ab der Gazi Caddesi und dem Fevzipaşa Boulevard.